# 麒麟啤酒
麒麟啤酒（日语：キリンビール），全称麒麟麥酒株式會社（日语：麒麟麦酒株式会社），是日本的一家釀酒企業。其法人屬麒麟控股株式會社（由舊麒麟麦酒改組設立）旗下，扮演生產啤酒及發泡酒的事業子公司的角色。麒麟集團則是屬於三菱集團。

## 概要

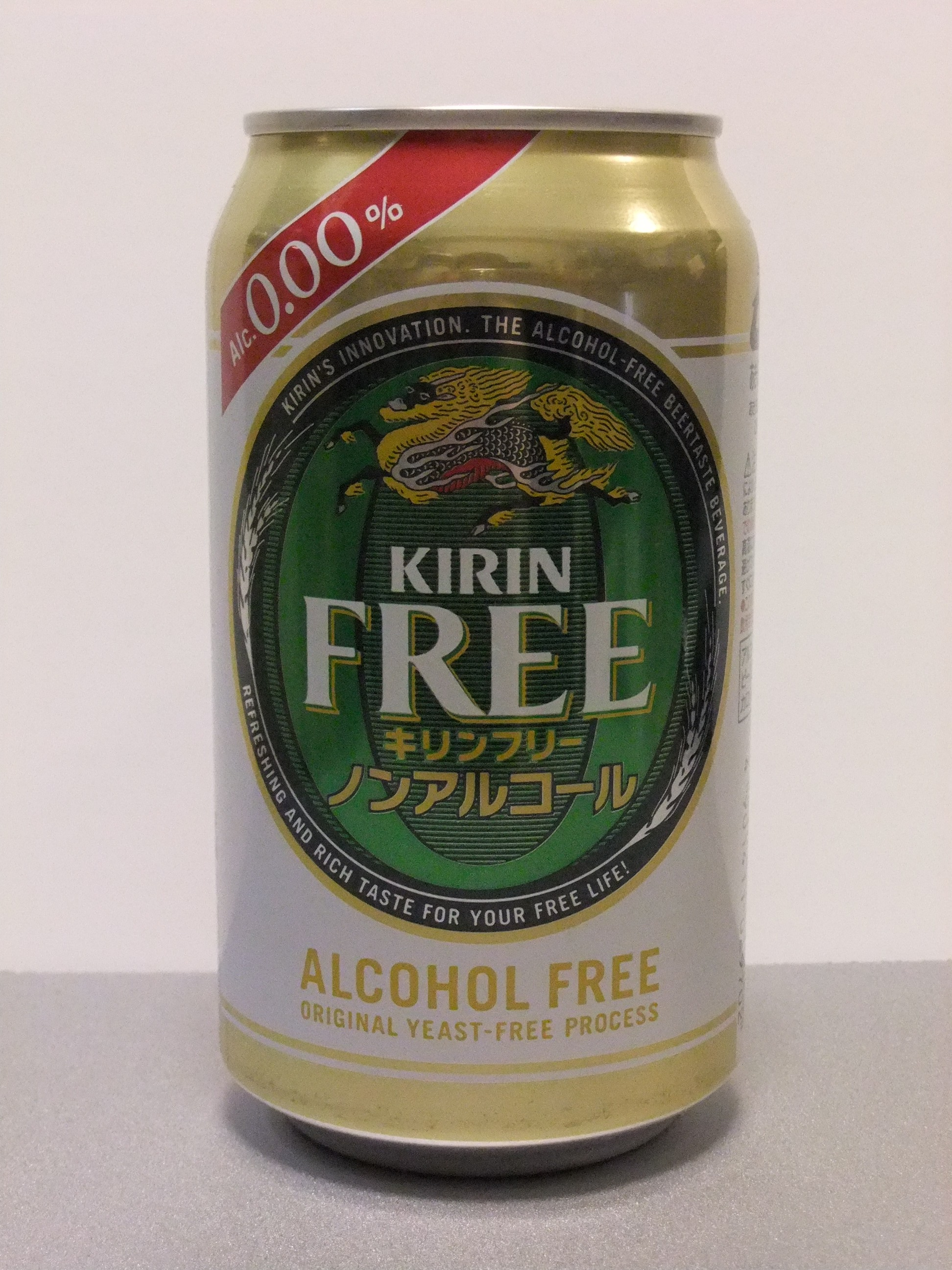
麒麟啤酒

麒麟啤酒的前身是在1870年（明治3年），由挪威系美國人威廉·科普蘭創建的啤酒企業「（科普蘭啤酒）」。這家公司也是日本首家生產銷售給一般民眾生產的啤酒的企業，堪稱日本啤酒產業的先驅，和朝日啤酒、三得利、札幌啤酒並列為日本啤酒界四大企業。
幾經變遷，1907年（明治40年），科普蘭啤酒變為三菱財閥旗下的日本國籍公司「麒麟麦酒」再度出發。第二次世界大戰之後，生產量逐漸增加。在1954年（昭和29年），獲得全年出庫量佔有率首位，鞏固了其在日本國內啤酒業界的地位。直到朝日啤酒的「Asahi Super Dry」台頭之前，麒麟都擁有日本國內啤酒業界首位的位置。2009年（平成21年），朝日啤酒在啤酒類商品（啤酒、發泡酒、第三啤酒）的「銷售數量」獲得首位，日本國內啤酒市場佔有率爭奪戰極其激烈。麒麟則在發泡酒和第三啤酒領域獲得市場佔有率首位。在2009年（平成21年）日本國內啤酒類商品「出貨量」市場佔有率上，麒麟以37.7%的微弱優勢超過朝日啤酒的37.5%，時隔九年再次重返首位。
麒麟啤酒的商品構成採用多品種戰略，產品種類是業界第一。2010年（平成22年）2月時，麒麟生產銷售有11種（含授權商品）品牌的啤酒。
2017年2月13日麒麟啤酒以22億巴西雷亞爾(約54.8億港元)（7億美元）出售巴西分公司給喜力啤酒(Heineken)在當地的子公司Bavaria，麒麟巴西公司創辦于2011年，旗下擁有12座釀酒廠。
2019年8月6日麒麟啤酒以1293億日元（約12.1億美元）向日本化妝品品牌芳珂創始人兼主席池森賢二及其親戚，以及他們的資產管理公司購入芳珂的30.3％股份(合計3950萬股)，並享有33％的股份投票權。

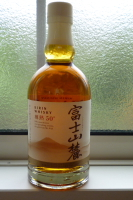
富士山麓 50%

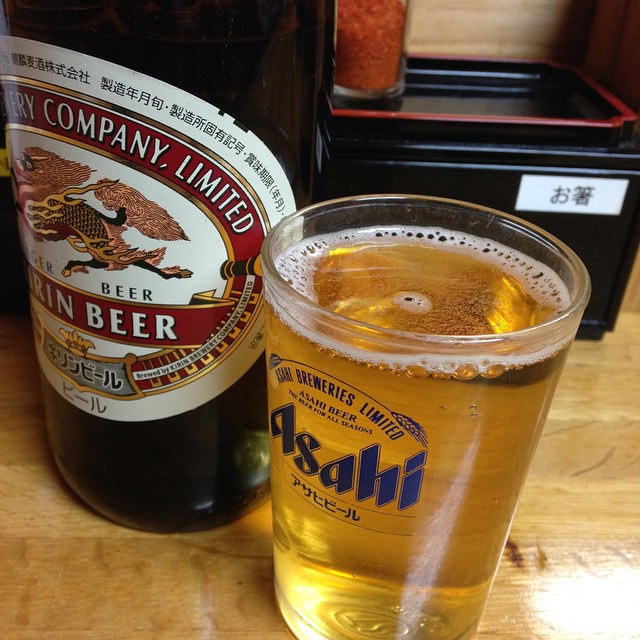
麒麟冰啤酒瓶裝

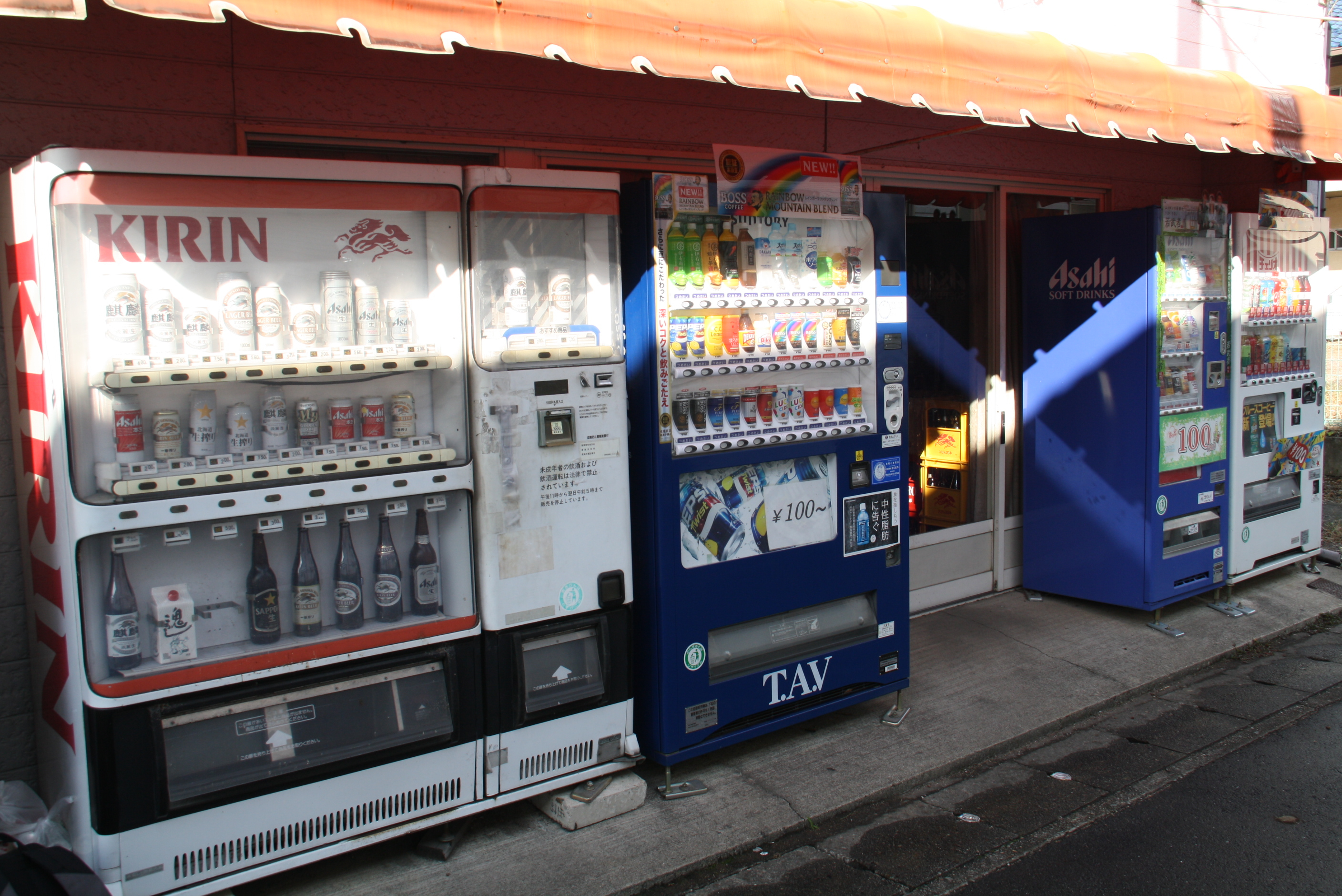
麒麟直屬販賣機

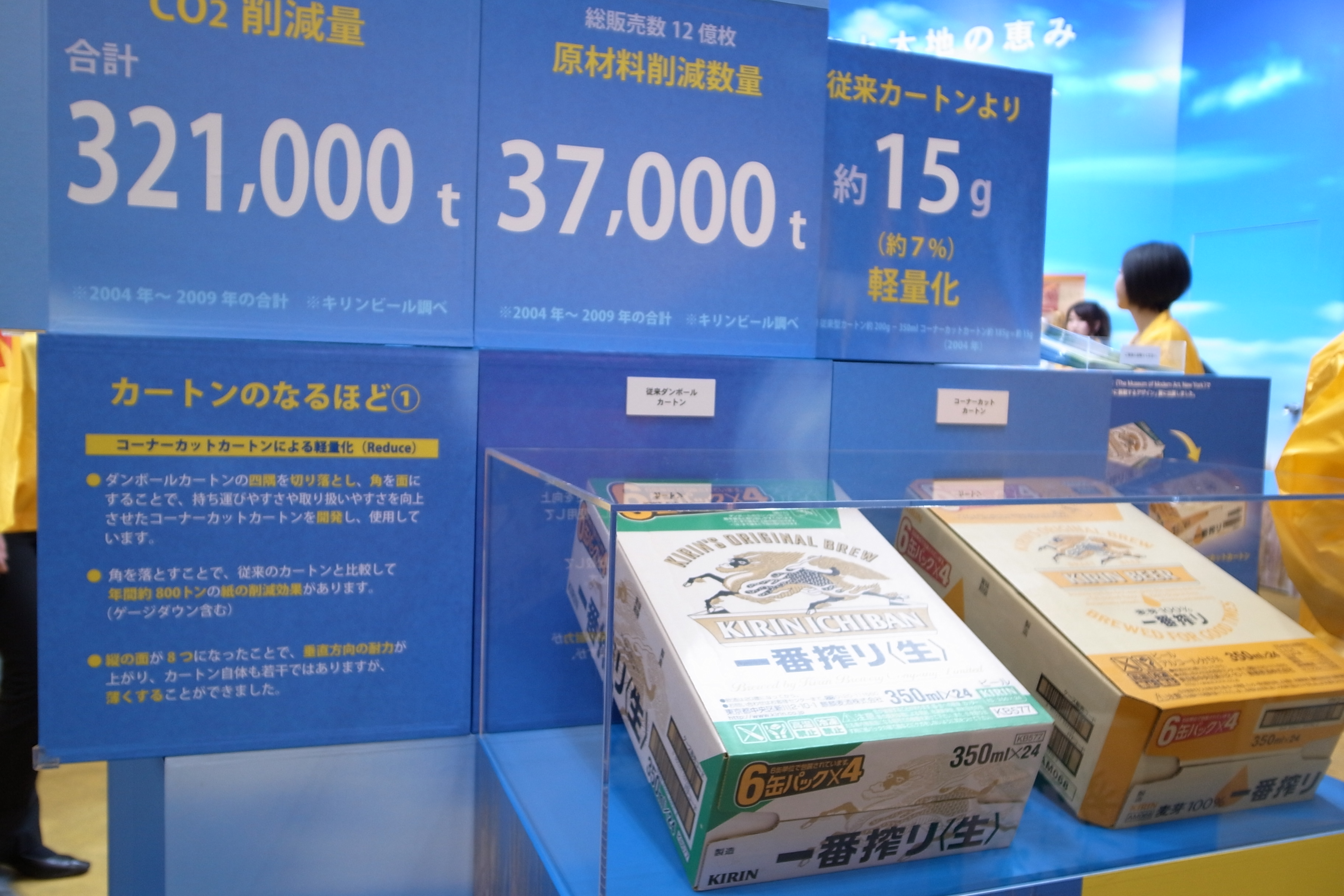
2010年的低碳回收環保包裝

## 品牌名和設計由来

### 品牌名
「麒麟（キリン）」這個名稱的由來有多種說法。據當時的記録，是幹部莊田平五郎的提案。
「麒麟」是古代中國空想的聖獸（霊獸），被認為是寓意吉祥的動物。也有說法稱在命名當時，因外國眾多啤酒都採用動物名稱作為品牌名，加上日本人較易接受麒麟這一名稱，故用此名。
也有說法稱名稱是來自于創業者科普蘭的好友的名字。

### 包裝設計
「麒麟啤酒」上市時，其酒瓶上的圖案是沐浴著朝陽，正欲飛出的麒麟。有說法稱這一設計結合了時期生產的啤酒上的山羊圖案，以及中國的聖獣「麒麟」。
在此之後酒標的設計則據稱是按照1889年（明治22年）托馬斯·布萊克·格洛佛的提案設計的。也是現在拉格啤酒及經典拉格啤酒包裝設計的原型。除了戰爭期間，一直使用到現在。
在啤酒和部份清涼飲料的包裝的麒麟圖案中，可看到隱藏的片假名「キ」、「リ」、「ン」文字。據麒麟啤酒官方表示，隱藏文字的來由有「当時的設計師出於好玩而設計」和「防止偽造」兩種說法。但明確理由因關東大地震中資料紛失而無從考證。這種設計的導入時期也已不得而知，但在大正時代的一些商品包裝中已經可以看到這個設計。
麒麟的設計是在1889年（明治22年），由廣島縣出身的漆工藝家六角紫水製作。

## 麒麟原宿總部大樓

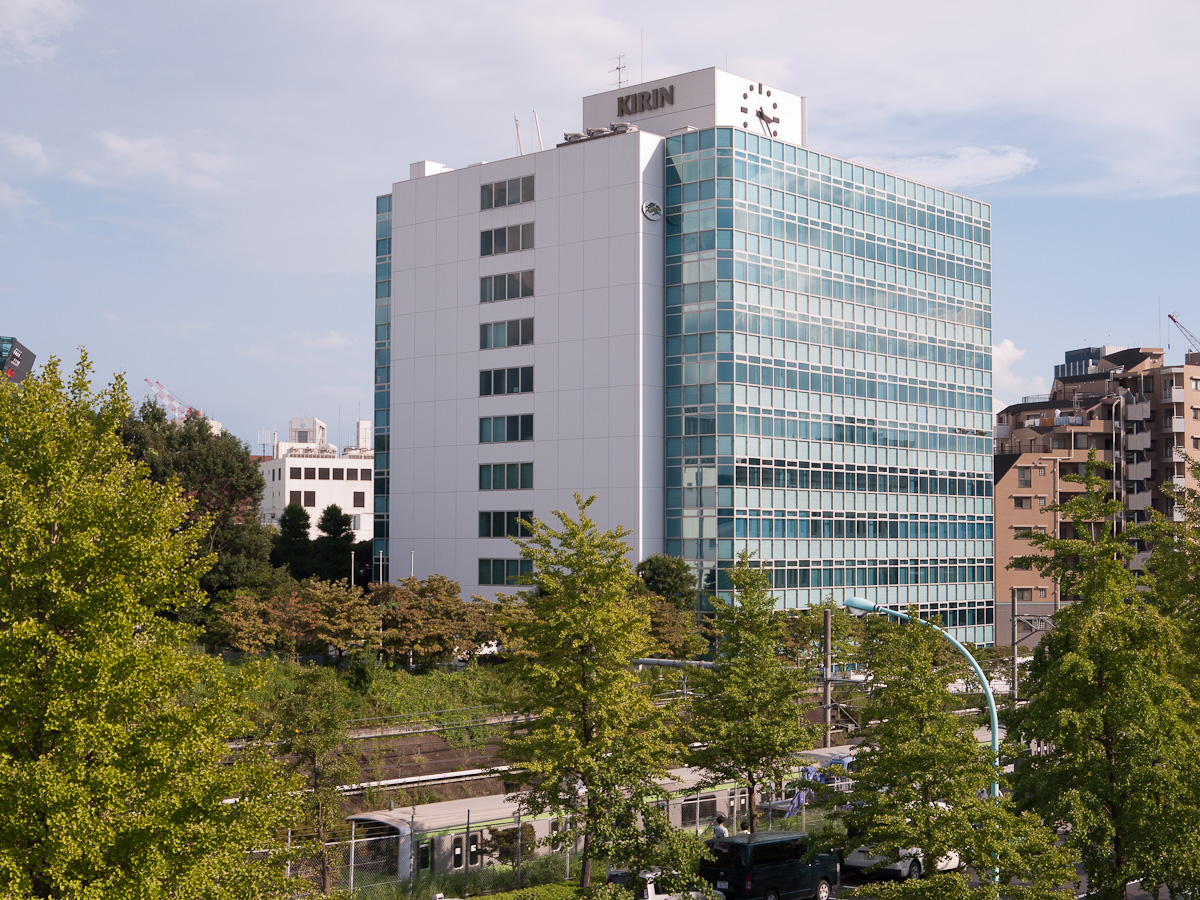
麒麟原宿總部大樓

麒麟原宿總部大樓位於東京都澀谷區神宮前6丁目26-1，是麒麟麦酒株式會社的總部。大樓位於明治通和山手線之間的高台，在過去這一地區被稱為穩田。占地面積約1,800坪，其中大樓本身只占地500坪，其他部份則是日本庭園。
這座大樓在1976年（昭和51年）竣工。当時麒麟啤酒正值創立70周年。麒麟從其他公司手中買下當時正在修建中的這座大樓及附近土地，將其改裝為公司總部大樓。這座大樓當時是設計為建設為高級公寓。
1995年（平成7年），總部機能曾一度搬遷至中央區新川，這座大樓改為麒麟麦酒的醫藥事業的事務所。
在2009年（平成21年）8月，麒麟麦酒株式會社的總部再次搬回這裡。2010年（平成22年）2月，麒麟飲料的公司總部也搬遷至這座大樓。

## 企業活動

### 體育
麒麟是日本國家足球隊的官方贊助商, 每年舉辦麒麟盃足球賽讓日本隊與其他國家隊較量。麒麟也曾是日本奧林匹克運動委員会的官方贊助商，后爲了集中支援在職業化之前麒麟就一直支援的日本足球事業，2008年度（平成20年度）底之後中止贊助日本奧委會。2007年（平成19年）之前，麒麟也曾是日本國家男子籃球隊的贊助商。

### 藝術
麒麟通過舉辦麒麟藝術獎開催和在KPOキリンプラザ大阪的展示會等活動對現代藝術做出貢獻。2007年（平成19年）11月1日之後，麒麟對藝術文化事業的支援主要由麒麟控股株式會社進行。
麒麟也對舞台藝術活動進行支援。自第二屆起，麒麟靜岡支社是靜岡縣靜岡市在毎年秋季舉行的｢大道藝世界杯in静岡｣活動的贊助商。

## 現行商品

### 啤酒
- 麒麟拉格啤酒（キリンラガービール）
是麒麟最重要的商品。在其他公司都相機轉投不進行熱處理的生啤酒的潮流中，麒麟曾堅持使用傳統的「熱處理醸造」制法。在1996年（平成8年）2月之後，變為不使用熱處理醸造的生啤酒[8]。酒精度數是5.0%。
在1980年代後期，受「干啤酒戰爭」的影響。作為麒麟重新評估期啤酒事業戰略的一部份，1988年（昭和63年）6月，為明確麒麟啤酒的個性，將商品名改為麒麟拉格啤酒（キリンラガービール）[9][10]。1989年（昭和63年）2月，包裝也進行了變更。
拉格本來的意思是非「熱處理醸造」，採用「熟成」防水生產的啤酒。而麒麟也多次強調宣傳這點[11]。
直到1996年（平成8年）的45年間，拉格都是日本銷量最高的啤酒[12]。在2008年則是第5位、2009年上半期是第7位[13]。
- 麒麟經典拉格（キリンクラシックラガー）
再現了昭和40年代時期的麒麟啤酒的風味，採用熱處理醸造。2001年（平成13年）7月開始銷售。酒精度數是4.5%。
- 只使用一番麥芽汁生產的啤酒，在干啤酒戰爭之後成為主力商品。在日本國內啤酒品牌別銷量中，2008年排名第3位、2009年上半期排名第3位[13]。酒精度數為5.5%。2009年（平成21年）3月對產品進行刷新，改為麦芽100%的全麥芽生啤酒，酒精度數降為5%。

#### 限定醸造啤酒
- 麒麟秋味
秋季限定啤酒，和札幌啤酒的「冬物語」並為季節限定啤酒的最著名產品。麦芽使用率是通常啤酒的約1.3倍。口感醇厚。自1991年（平成3年）開始，毎年秋季發售。酒精度數是6%。熱處理醸造啤酒。
- 夏季限定商品。自2011年7月27日開始在便利店限定發售350ml罐裝啤酒[14]。2012年年開始銷售瓶裝版，並且在量販店和餐廳也開始銷售[15]。

### 外國啤酒
麒麟自外國企業得到授權，進口并在日本銷售以下品牌的啤酒：
- 百威
- 海尼根
- 健力士

### 發泡酒
- 麒麟淡麗〈生〉
1998年（平成10年）開始銷售，是麒麟首款發泡酒。也是銷量最高的發泡酒。是2008年日本銷量第4位的啤酒品牌，2009年上半期也排名第4位[13]。
- （糖分70%OFF）
2002年（平成14年）開始銷售，是降低含糖量的發泡酒。和三得利減肥啤酒並為該領域產品的先驅。是2008年日本銷量第7位的啤酒品牌，2009年上半期排名第8位[13]。
- <生>
2008年（平成20年）2月20日開始上市，當時的名稱是「麒麟ZERO」。糖分0%、酒精度3%、并大幅降低卡路里。500mℓ罐裝平均每罐熱烈為約95卡路里，是既存的發泡酒中最低的。產品在2010年（平成22年）3月3日大幅更新并改為現名。

### 新種類（第3/第4啤酒）
- 2005年（平成17年）4月上市。完全不使用麥及麥芽。因此被劃入新分類「第三啤酒」。是2008年日本銷量第2位的啤酒品牌，2009年上半期也排名第2位[13]。自2005年4月以來，保持了新分類製品銷量首位的位置。

### 無酒精啤酒風味飲料
- 2009年（平成21年）4月8日上市。是世界首款酒精度數0.00%啤酒風味飲料。上市時近銷售有350ml罐裝和330ml瓶裝兩種產品，同年9月開始追加500ml罐裝及500ml瓶裝。2009年（平成21年）12月上旬時，對風味進行調整[16]。自2010年12月上旬開始，使用麥芽100%麥芽汁，對產品進行大幅調整。

### 其他酒類
- 冰結 
2001年7月上市時的名稱曾是「冰結果汁」[17]，但因消費者團體表示該名稱會帶來誤解等問題[18][19]，2002年（平成14年）3月13日之後商品名稱改為「冰結」[18]。冰結近期也經常是熱門調酒原料，許多人都會在超商購買冰結快速製成簡易調酒[20]。

## 事業所

### 本部機能
本社
東京都澀谷區神宮前六丁目26番1号
登記上的本店
東京都中央區新川二丁目10番1号

### 工廠
- 横濱工廠（1926年開業。神奈川縣横濱市鶴見区生麦1-17-1）
工場代號28
- 名古屋工廠（1962年開業。愛知縣清須市寺野花笠100）
工場代碼12
- 福岡工廠（1966年開業。福岡縣朝倉市馬田字上原3601）
工場代碼61
- 取手工廠（1970年開業。茨城縣取手市大字桑原188-1）
工場代碼24
- 岡山工場（1972年開業。岡山縣岡山市東區瀨戶町万富678）
工場代碼15
- 滋賀工廠（1974年開業。滋賀縣犬上郡多賀町大字敏滿寺字犬掛1600）
工場代碼17
- 仙台工廠（1983年開業。宮城縣仙台市宮城野區港2-2-1　自仙台臨海鐵道仙台西港車站有専用鐵道）
工場代碼14
- 千歳工廠（1986年開業。北海道千歳市上長都949-1）
工場代碼31
- 神戶工廠（1997年開業。兵庫縣神戶市北區赤松台2-1-1）
工場代碼11

在過去也曾有高崎工廠（群馬縣高崎市）、栃木工場（栃木縣塩谷郡高根澤町
）、東京工廠（東京都北区）、北陸工場（石川縣白山市
）、京都工廠（京都府京都市南区）、尼崎工場（兵庫縣尼崎市）、廣島工廠（廣島縣安藝郡府中町）。這些工廠都已經關閉。
麒麟啤酒和鐵路貨運關係頗深。在1984年（昭和59年）2月「59・2」時刻表修正之前，幾乎所有工廠都有自己的専用線，現在只有仙台工廠還有專用線、千歳工廠過去是清涼飲料専門工廠，在公司曾有「檸檬工廠」之稱。